# كارل سودربرغ
كارل سودربرغ (بالسويدية: Carl Söderberg)‏ هو لاعب هوكي الجليد سويدي، ولد في 12 أكتوبر 1985 في مالمو في السويد.

## وصلات خارجية
- كارل سودربرغ على موقع دوري الهوكي الوطني (الإنجليزية)
- كارل سودربرغ على موقع EliteProspects.com (الإنجليزية)
- كارل سودربرغ على موقع Eurohockey.com (الإنجليزية)
- كارل سودربرغ على موقع HockeyDB.com (الإنجليزية)
- كارل سودربرغ على موقع Hockey-Reference.com (الإنجليزية)